# Jarod Joseph
 (juin 2016).
Si vous disposez d'ouvrages ou d'articles de référence ou si vous connaissez des sites web de qualité traitant du thème abordé ici, merci de compléter l'article en donnant les références utiles à sa vérifiabilité et en les liant à la section « Notes et références ».
Pour les articles homonymes, voir Joseph.
Jarod Joseph est un acteur canadien né le 9 octobre 1985 à Calgary au Canada.

## Biographie
Il incarne Nathan Miller dans la série The 100, Andy dans You Me Her, Alan Duran dans Arrow, Wilson Corvo dans Mistresses et Billy dans Once Upon A Time

## Filmographie

### Télévision
- 2010 : Tower Prep : Howard Gilmore (1 épisode)
- 2010 : Human Target : Larry (2 épisodes)
- 2011 : V : V Med Tech (1 épisode)
- 2011 : Endgame : Sister's Boyfriend (1 épisode)
- 2011 : Chasing Mood : Melrick Jr. (6 épisodes)
- 2011 : The Killing : Muhammed Hamid (1 épisode)
- 2010 - 2012 : Fringe : FBI Agent Tim (6 épisodes)
- 2012 : The L.A. Complex : Christopher Taylor (5 épisodes)
- 2011 - 2013 : Once Upon a Time : Billy (5 épisodes)
- 2013 : Motive : Joey Mason (1 épisode)
- 2013 : Arrow : Alan Durand (3 épisodes)
- 2013 : Rogue : Nicholas Fleming (10 épisodes)
- 2013 : The Tomorrow People : Juergens (1 épisode)
- 2014 : Signed, Sealed, Delivered : Cameron (1 épisode)
- 2015 : Coded : Shae (2 épisodes)
- 2015 : Backstrom : Charles Turner (1 épisode)
- 2014 - 2020 : The 100 : Nathan Miller (30 épisodes)
- 2015 : Wayward Pines : Jimmy (1 épisode)
- 2015 : Mistresses : Wilson Corvo (7 épisodes)
- 2016 - 2018 : You, me, her : Andy
- 2017 : Saving Hope, au-delà de la médecine : Dr Emanuel Palmer (9 épisodes)
- 2020 : On s'était dit rendez-vous... à Noël (The Christmas Pact) (TV) : Ben

### Cinéma
- 2010 : Percy Jackson: Le voleur de foudre : College Buddy
- 2010 : Écran de fumée : Clerk
- 2011 : Mon fils a disparu : Marine Guard
- 2011 : A Mile in His Shoes : Pee Wee
- 2011 : Innocent : Orestes Mauro
- 2011 : Best Day Ever: Aiden Kesler 1994-2011 : Reece Burrows
- 2014 : Sea of Fire : Dep. Ray Halverson
- 2015 : Away and Back : Tim McMurray